# Леоне (Изернија)
Леоне је насеље у Италији у округу Изернија, региону Молизе.
Према процени из 2011. у насељу је живело 26 становника. Насеље се налази на надморској висини од 603 м.